# Everette Stephens
Everette Louis Stephens (Evanston, Illinois, 21 de octubre de 1966) es un exjugador de baloncesto estadounidense que jugó en dos temporadas en la NBA, además de hacerlo en la CBA, la liga australiana y en la liga francesa. Con 1,88 metros de altura, jugaba en la posición de base. Su hijo Kendall Stephens también juega al baloncesto.

## Trayectoria deportiva

### Universidad
Jugó durante cuatro temporadas con los Boilermakers de la Universidad Purdue, en las que promedió 8,8 puntos, 4,0 asistencias y 2,0 rebotes por partido. Junto con Troy Lewis y Todd Mitchell fueron conocidos como The Three Amigos, siendo los artífices de la consecución de dos títulos consecutivos de la Big Ten Conference en 1987 y 1988.

### Profesional
Fue elegido en la trigésimo primera posición del Draft de la NBA de 1988 por Philadelphia 76ers, pero antes del comienzo de la temporada fue traspasado a Indiana Pacers a cambio de Ron Anderson. Allí jugó una temporada, en la que promedió 1,9 puntos y 1,1 asistencias por partido.
Tras ser despedido, se marchó a jugar a la CBA, y mientras jugaba para los Rockford Lightning fue requerido por Milwaukee Bucks, con quienes firmó un contrato por diez días, jugando 3 partidos en los que promedió 2 puntos, regresando posteriormente a los Lighting. el resto de su carrera alternó la CBA con la liga australiana, acabando su carrera en el Racing de París de la liga francesa.

## Estadísticas de su carrera en la NBA

### Temporada regular
| Temporada | Edad | Equipo          | Liga | P  | TIT | MIN | TC  | TCA | %TC  | 3P  | 3PA | %3P  | TL  | TLA | %TL   | R.OF. | R.DEF. | REB | ASIS | ROB | TAP | PER | FP  | PTS |
| 1988-89   | 22   | Indiana Pacers  | NBA  | 35 | 0   | 6.0 | 0.7 | 2.1 | .319 | 0.1 | 0.3 | .200 | 0.5 | 0.6 | .773  | 0.3   | 0.3    | 0.7 | 1.1  | 0.3 | 0.1 | 0.8 | 0.6 | 1.9 |
| 1990-91   | 24   | Milwaukee Bucks | NBA  | 3  | 0   | 2.0 | 0.7 | 1.0 | .667 | 0.0 | 0.0 |      | 0.7 | 0.7 | 1.000 | 0.0   | 0.0    | 0.0 | 0.7  | 0.0 | 0.0 | 0.0 | 0.0 | 2.0 |
| Total     |      |                 | NBA  | 38 | 0   | 5.7 | 0.7 | 2.0 | .333 | 0.1 | 0.3 | .200 | 0.5 | 0.6 | .792  | 0.3   | 0.3    | 0.6 | 1.0  | 0.2 | 0.1 | 0.8 | 0.6 | 1.9 |